# Almotriptan
Almotriptanul este un medicament din clasa triptanilor și este utilizat în tratamentul și în profilaxia migrenelor. Calea de administrare disponibilă este cea orală.
Molecula a fost patentată în 1992 și a fost aprobată pentru uz medical în anul 2000.

## Farmacologie
Almotriptanul este un agonist selectiv al receptorilor pentru serotonină (de tipul HT1B și HT1D) de la nivelul vaselor sanguine cerebrale.